# Landauer Forsthaus Taubensuhl
Landauer Forsthaus Taubensuhl ist eine Streusiedlung im Landauer Stadtwald, einer im Pfälzerwald gelegenen Exklave nordwestlich von Landau in der Pfalz. 2017 hatte die Siedlung sechs ständige Einwohner.
Die Siedlung besteht aus dem namensgebenden, denkmalgeschützten ehemaligen Forsthaus, das bis 2022 als Gaststätte genutzt wurde, dem Wander- und Jugendheim Taubensuhl des Pfälzerwald-Vereins und etwa fünf weiteren Wohngebäuden. Sie ist über die Landesstraße 505  von Eußerthal aus erreichbar und über eine Forststraße mit der Bundesstraße 48 südlich von Johanniskreuz verbunden.

## Wanderwege
Mitten durch den Ort verläuft der Fernwanderweg Staudernheim–Soultz-sous-Forêts. Der  Fernwanderweg Franken-Hessen-Kurpfalz streift den südlichen Siedlungsrand.